# Psychoanalysis (What Is It?)
Psychoanalysis (What Is It?) är hiphop-producenten Prince Paul's solodebut. Psychoanalysis är ett bisarrt konceptalbum där historien kretsar kring ett besök hos en psykolog. Det släpptes först 1996 av Wordsound Records men redan 97 kom en andra version av albumet på Tommy Boy Records som bland annat innehåller en Dan the Automator remix av låten Beutiful Night.

## Låtlista

### Wordsound
1. Introduction To Psychoanalysis (Schizophrenia)
2. Beautiful Night (Manic Psychopath)
3. Open Your Mouth (Hypothalamus)
4. You Made Me (A.K.C.)
5. Vexual Healing (Vacillation)
6. To Get A Gun
7. J.O.B. - Das What Dey Is!
8. The World's A Stage ( A Dramady)
9. Booty Clap
10. The Bitch Blues (Life Experiences)
11. In Your Mind (Altered States)
12. Drinks (Escapism)
13. Psycho Linguistics (Convergent Thought)
14. That's Entertainment!? (Aversive Conditioning)
15. Outroduction To Diagnosis Psychosis

### Tommy Boy
1. Why Must You Hate Me?
2. Beautiful Night (Manic Psychopath)
3. Open Your Mouth (Hypothalamus)
4. Introduction To Psychoanalysis (Schizophrenia)
5. You Made Me (A.K.C.)
6. Vexual Healing (Vacillation)
7. To Get A Gun
8. J.O.B. - Das What Dey Is!
9. The World's A Stage ( A Dramady)
10. Booty Clap
11. Drinks (Escapism)
12. Dimepieces
13. In Your Mind (Altered States)
14. 2 B Blunt (A True Story)
15. Psycho Linguistics (Convergent Thought)
16. That's Entertainment!? (Aversive Conditioning)
17. Outroduction To Diagnosis Psychosis
18. Beautiful Night (Manic Psychopath) [Automator Remix]